# Saint-Aunès
Saint-Aunès es una comuna francesa situada en el departamento de Hérault, en la región de Occitania.
Está ubicada a unos 10 km del centro de la ciudad de Montpellier y a unos 20 km del mar Mediterráneo.

## Demografía
| 363 | 335 | 335 | 407 | 424 | 443 | 442 | 459 | 477 | 471 | 487 | 473 | 405 | 422 | 473 | 525 | 536 | 1162 | 2027 | 2825 | 3786 |
| Para los censos de 1962 a 1999 la población legal corresponde a la población sin duplicidades (Fuente: INSEE [Consultar]) |     |     |     |     |     |     |     |     |     |     |     |     |     |     |     |     |      |      |      |      |